# Bőr (anyag)

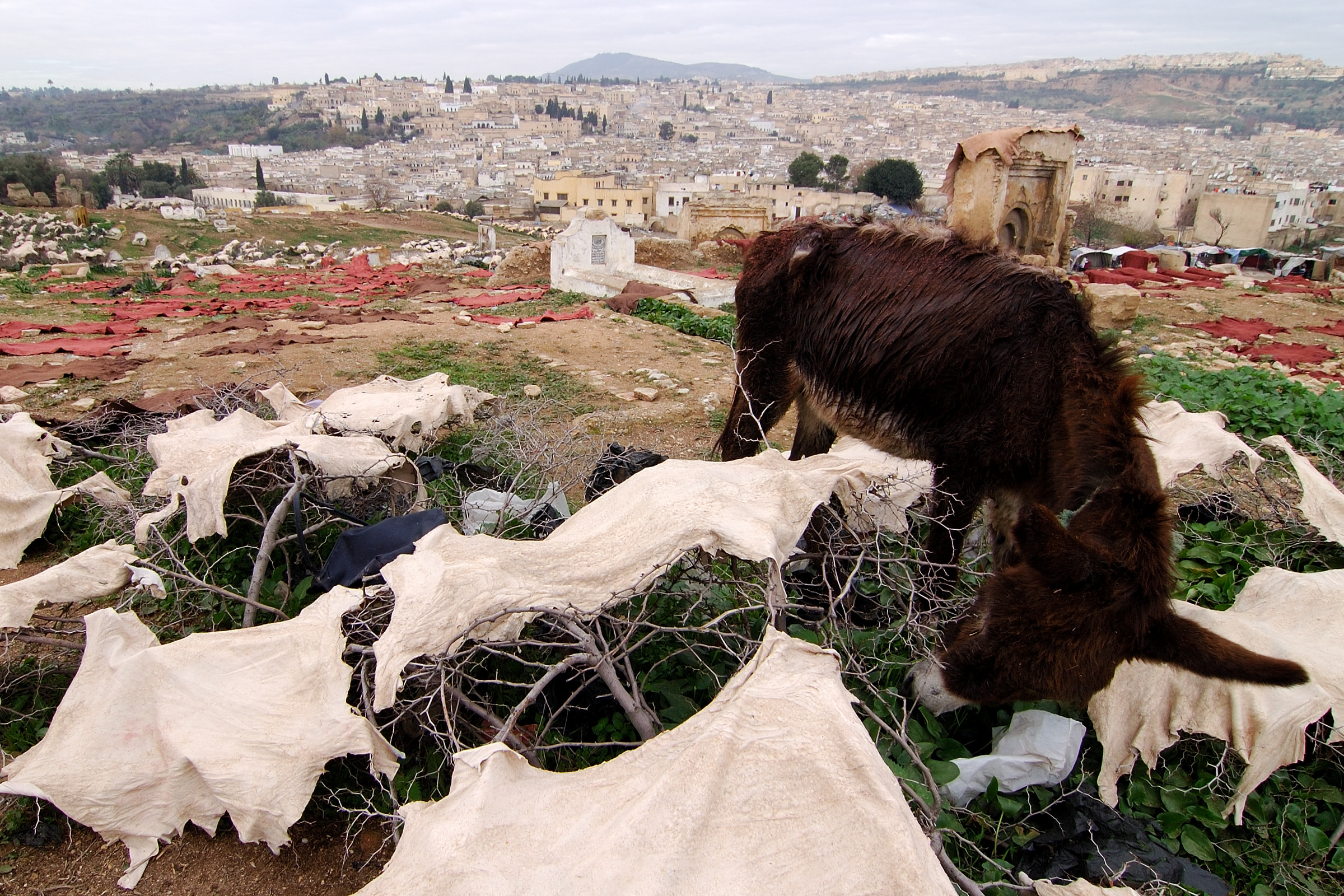
Száradó állatbőrök (Marokkó)

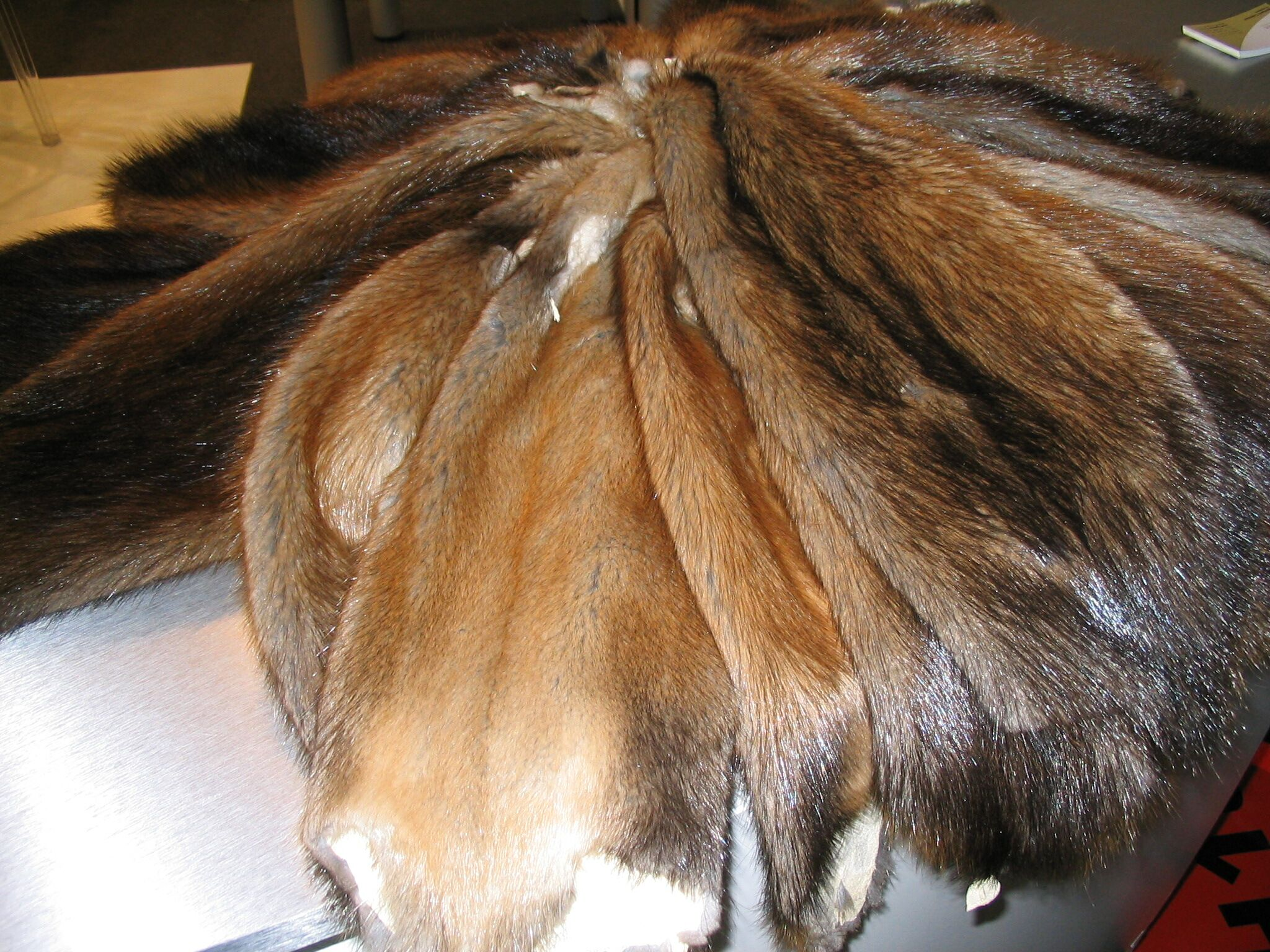
Európai pézsmapocok gereznák

A bőröket ősidők óta fölhasználja az emberiség ruhák, takarók, eszközök készítésére. Ma is bőrből készül a cipőnk, táskánk, derékszíjunk. De az ókorban és a középkorban a bőriparnak sokkal nagyobb szerepe volt. A vadásznépek bőripara készítette a hadfelszereléshez szükséges bőrárukat. A lószerszám szíjazata, nyergek, bőrvértek és bőrpajzsok készítése egykor a csúcstechnológia része volt.

## A bőr kikészítése

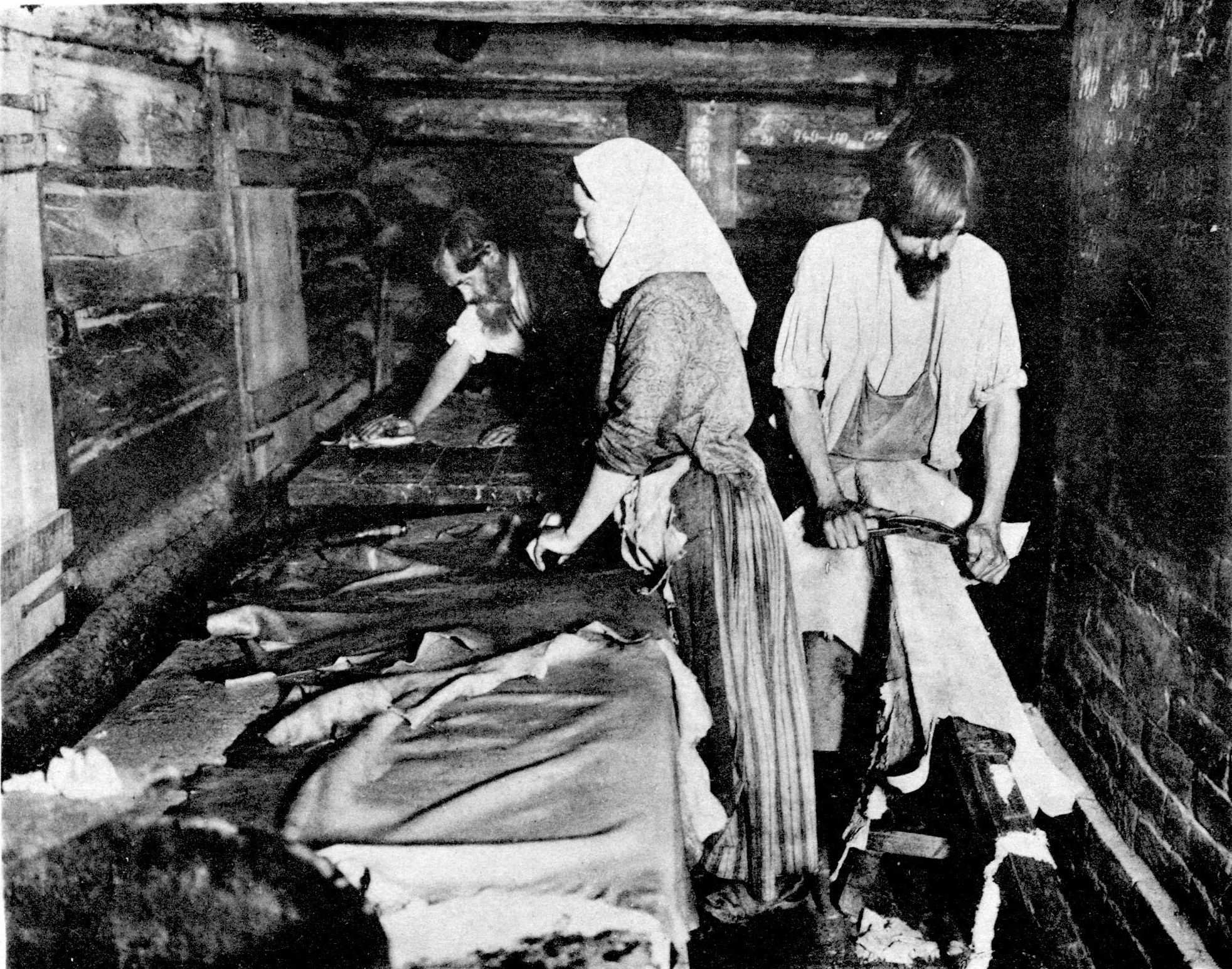
Hagyományos bőrfeldolgozás

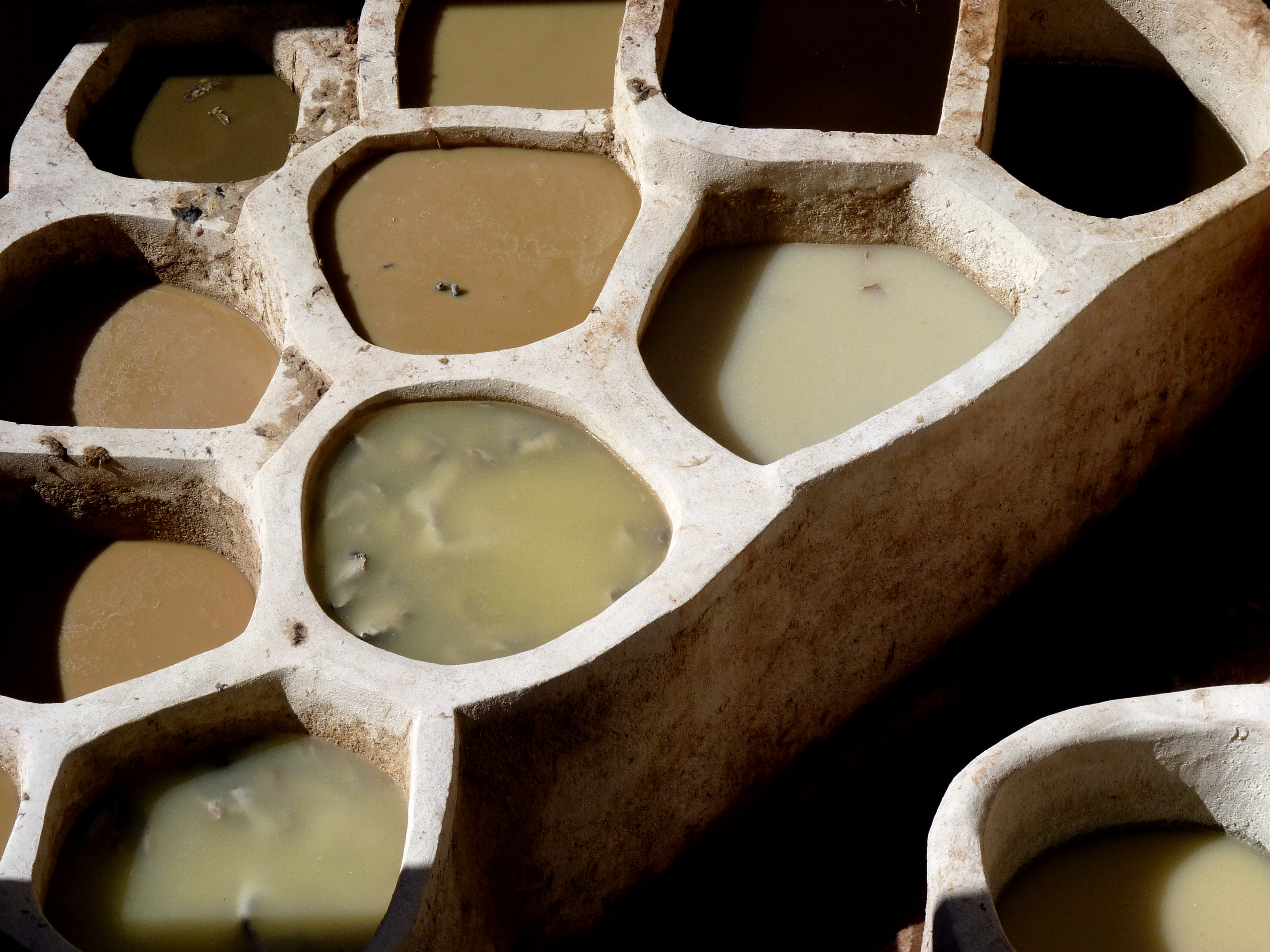
Bőrfestő kádak a marokkói Fezben

Az állatok lenyúzott bőrét az ipar vegyi kezeléssel (cserzéssel) tartósítják, a nyers, romlandó bőrből így készítenek tartós anyagot. Az emlős állatok bőre három rétegből áll: felhámból (a vékony külső réteg), irhából (a középső vastag réteg) és az alsó zsíros rétegből. A felső és az alsó rétegeket lemaratják savakkal, lúgokkal, sókkal, enzimekkel és csersavval kezelik, ezek az anyagok kioldják a zsírokat, a nem rostos fehérjéket és megszilárdítják a rostos fehérjék és a kollagén-fonalak közötti kötéseket.
A bőrkikészítés több mint 7000 éves mesterség. Az őskori ember a napon megszárította a bőrt, azután állati zsiradékot belesulykolva megpuhította, majd sózással és füstöléssel tartósította. I. e. 4000 körül Egyiptomban a kezdeti egyszerű módszereket növényi cserzési eljárással váltották fel. A középkorban az arabok továbbfejlesztették a tímármesterséget, a mai Marokkó és Spanyolország területéről származó szattyánbőrök tanúskodnak szakértelmükről. A 19. század közepén a bőriparban is bevezették a gépeket, ezekkel végezték a hasítást, a hús lefejtését és a szőrtelenítést. A század végén jelent meg a krómsós cserzés.
A bőrkikészítés három alapvető folyamatból áll, a cserzés előkészítéséből, a cserzésből és a bőr feldolgozásból. Először az irhát óvatosan lenyúzzák az állatról, majd tartósítják mert a nyers irha néhány órán belül elkezd bomlani. A konzerválás több módja ismert pl. a szárítás, a sózás és a pikkelyezés (áztatás savas és sós oldatban). Ezután áztatással eltávolítják a vízben oldódó anyagokat, így az irha visszanyeri eredeti alakját és lágyságát. Ezután mész vizes oldatával lágyítják, majd eltávolítják a szőrt, a maradék hús és testszöveteket. A megtisztított nyers bőrt kimossák, mésztelenítik, csávázzák (enzimekkel eltávolítják belőle a nem rostos fehérjéket, hogy élénkebb színűvé és hajlékonyabbá tegyék), majd pikkelyezéssel tisztítják.
A cserzést csersavval (tannin) végzik, ez kiszorítja a vizet a rostok közül, és összefogja a rostokat. A növényi cserzés napjainkban is fontos szerepet kap, csersavban gazdag növényi részekből kivont folyadékból cserlevet készítenek. A bőrt hetekig néha hónapokig áztatják az egyre erősebb lével feltöltött cserzőkádakban. A könnyű bőröket ásványi-sós cserzéssel állítják elő, így puha és hajlékony anyagot kapnak és a cserzési folyamat is napokra, órákra rövidül. Erre a célra króm-, alumínium- és cirkóniumsókat használnak. Olajos cserzéssel főként a puha és lyukacsos zergebőrt munkálják meg. Sokféle fenol- és szénhidrogén származékból készült szintetikus szert is használnak cserzőanyagként.
A bőrfeldolgozás utolsó szakaszában bőrt megszárítják, festik és zsírokat visznek a bőrbe hogy puhábbá, erősebbé és vízállóbbá tegyék.

## Nyersbőr tulajdonságai
A bőr minőségét elsősorban az állat fajtája határozza meg. A faji jellegből adódik a
bőrfelület nagysága, a rostszerkezet rendezettsége, tömörsége, kémiai összetétele. Mindezek
döntő tényezők a tekintetben, hogy milyen készáru gyártására alkalmas az adott bőr.
A bőr minőségi tulajdonságait meghatározza az állat életkörülményei, az éghajlat, a táplálkozás az állat kora és a neme is. A fiatal állat bőrének magas a nedvesség tartalma, alacsony a zsír tartalma. A hím állat bőre nagyobb, vastagabb, durvább, a nőstényeké tömöttebb, rugalmasabb. A mérsékelt égövön növekvő állatok bőre a legértékesebb és a szabad ég alatt tartottaké rostozata jobb minőségű. A vágási körülmények a tímárbőröknél a nyári, a szőrméseknél a téli vágású a jobb minőségű. Leggyakoribb állati bőrök: marha, juh, kecske, sertés. Hím sertés bőréből csak bélésbőrt készítenek a rossz minőség miatt.

## Feldolgozása
Manapság ruházati felhasználásra használnak elsősorban állati bőrt, cipők, kabátok, övek és táskák készítésére. Mivel feldolgozása hosszadalmasabb, drágább is a valódi bőr. Olcsóbb, de gyengébb minőségű műbőrrel vagy rostbőrrel helyettesítik.